# Liste der Einträge im National Register of Historic Places im Christian County (Missouri)

Lage des Christian County in Missouri

Die Liste der Einträge im National Register of Historic Places im Christian County in Missouri führt die Bauwerke und historischen Stätten im Christian County auf, die in das National Register of Historic Places aufgenommen wurden.
| [ 3 ] | Name                                                                                            | Bild                                      | Eintragsdatum        | Lage                                                                      | Ort      | Beschreibung |
| ----- | ----------------------------------------------------------------------------------------------- | ----------------------------------------- | -------------------- | ------------------------------------------------------------------------- | -------- | ------------ |
| 1     | Ozark Courthouse Square Historic District                                                       | Ozark Courthouse Square Historic District | 2009 ID-Nr. 08001409 | Verschiedene Gebäude am Courthouse Square 37° 1′ 15,5″ N, 93° 12′ 15,7″ W | Ozark    |              |
| 2     | Southwest Missouri Prehistoric Rock Shelter and Cave Sites Discontiguous Archeological District |                                           | 1991 ID-Nr. 91002046 | Adresse nicht veröffentlicht                                              | Chadwick |              |